# Слабин
Сла́бин — село в Україні, у Гончарівській селищній громаді Чернігівського районуЧернігівської області. Населення становить 515 осіб. Орган місцевого самоврядування — Гончарівська селищна громада.
Село постраждало внаслідок Голодомору 1932—1933 років, який провів уряд СССР.

## Історія
Засновано на землях Чернігівського воєводства Речі Посполитої. З 1649 — центр Слабинської сотні Чернігівського полку. Певний час слабинським сотником був сподвижник Гетьмана Іоанна Самойловича — Іван Домонотович.
З 1782 — сотенний уряд ліквідовано, відтак у складі Російської імперії. Проте більшість села зберегло статус станових козаків.
За даними на 1859 рік у казенному, козацькому й власницькому селі Чернігівського повіту Чернігівської губернії мешкало 980 осіб (605 чоловічої статі та 625 — жіночої), налічувалось 200 дворових господарств, існувала православна церква й винокурний завод.
Станом на 1886 у колишньому державному й власницькому селі, центрі Слабинської волості мешкало 1458 осіб, налічувалось 244 дворових господарства, існували православна церква, школа, 2 постоялих будинки, 15 вітряних млинів, 3 маслобійних, винокурний і цегельний заводи.
За переписом 1897 року кількість мешканців зросла до 2043 осіб (1001 чоловічої статі та 1042 — жіночої), з яких всі — православної віри.
З 1917 — в УНР. З квітня 1918 — адміністрація Української держави Гетьмана Павла Скоропадського. Після третьої російської інтервенції 1919 — постійний комуністичний режим.

### Голодомор
Село постраждало внаслідок геноциду 1932—1933, до якого вдалася влада СРСР з огляду на масовий опір населення окупованих територій УНР. 1932 у селі почалися бунти проти влади та її агентів — комсомольців, буксирів, активістів, які грабували і старих людей, і багатодітні родини. З огляду на систематичний спротив незаконній конфіскації продуктів село.
Слабин — одне з 12-ти сіл Чернігівського району, яке занесено на чорну дошку за поданням Чернігівського райкому КПУ.
Репресовані жителі Слабинської громади
Авдєєнко Онисія Митрофанівна, 1902 р.н., с. Слабин Чернігівського р-ну, українка, освіта початкова. Проживала у с. Слабин, домогосподарка. Заарештована 03.04.1940 р. За вироком Чернігівського облсуду від 25.06.1940 р. за ст.54-10 ч.2 КК УРСР засуджена до позбавлення волі на 5 років. Реабілітована 13.09.1991 р. (ГДА СБ України, м. Чернігів. – Спр.15011-п) (РІ, кн.2, с.597).
Атрощенко Василь Леонтійович, 1882 р.н., с. Слабин Чернігівського р-ну, українець, освіта початкова. Проживав у с. Слабин, одно осіб. Заарештований 06.11.1929 р. За постановою особливої наради при Колегії ОГПУ від 18.01.1930 р. за ст.58-10 КК РСФРР позбавлений волі на 3 роки. Реабілітований 12.07.1989 р. (Держархів Чернігівської області, ф.Р-8840, оп.3, спр.3850) (РІ, кн.2, с.636). 
Атрощенко Гаврило Леонович, 1875 р.н., с. Слабин Чернігівського р-ну, українець, малописьменний. Проживав у с. Слабин, одноосібник. Заарештований 06.04.1931 р. за ст.54-1- КК УСРР. 25.05.1931 р. справу припинено. Включений в загальну операцію по вилученню куркулів. Реабілітований 26.06.1997 р. (Держархів Чернігівської області, ф.Р-8840, оп.3, спр.2467) (РІ, кн.2, с.637). 
Буштрукова Наталія Давидівна, 1898 р.н., с. Халявин Чернігівського р-ну, українець, освіта початкова. Проживав у с. Слабин Чернігівського р-ну, акушерка. Заарештована 10.10.1943 р. за ст.54-1 «а» КК УРСР. 03.06.1944 р. справу припинено. Реабілітована 16.09.1997 р. (Держархів Чернігівської області, ф.Р-8840, оп.3, спр.4412) (РІ, кн.3, с.470).
Вереня Іван Сидорович, 1926 р.н., с. Слабин Михайло-Коцюбинського (нині Чернігівського) р-ну, українець, освіта середня. Проживав у м. Чернігів, вантажник. Заарештований 14.04.1951 р. За вироком судової колегії в кримінальних справах Чернігівського облсуду від 18.06.1951 р. за ст.54-10 ч.1 КК УРСР засуджений до позбавлення волі на 10 років. За ухвалою ВС УРСР від 31.08.1954 р. термін покарання знижено до 5 років позбавлення волі. На підставі Указу “Про амністію” звільнений зі зняттям судимості. Реабілітований 21.12.1992 р. (ГДА СБ України, м. Чернігів. – Спр.15982-п) (РІ, кн.3, с.507). 
Вереня Любов Федорівна, 1922 р.н., с. Якубівка Михайло-Коцюбинського (нині Чернігівського) р-ну, українка, освіта середня. Член ВЛКСМ. Проживала у м. Чернігів, студентка. Заарештована 24.09.1943 р. За постановою особливої наради при НКВД СРСР від 12.02.1944 р. за ст.58-1 “а” КК РРФСР ув’язнена до ВТТ на 5 років. Реабілітована 27.12.1993 р. (Держархів Чернігівської області, ф.Р-8840, оп.3, спр.11979) (РІ, кн.3, с.508).
Вереня Прокопій Єгорович, 1908 р.н., с. Слабин Михайло-Коцюбинського (нині Чернігівського) р-ну, українець, малописьменний. Проживав за місцем дислокації розподільного батальйону 60 зсп, червоноармієць. Заарештований 08.08.1941 р. За вироком ВТ особливої Московської армії ПВО від 19.08.1941 р. за ст.58-10 з санкції ст.54-2 КК РРФСР засуджений до позбавлення волі у ВТТ на 10 років. Реабілітований 13.12.1962 р. (ГДА СБ України, м. Чернігів. – Спр.7334-п) (РІ, кн.3, с.508). 
Вікторевський Степан Сергійович, 1876 р.н., с. Слабин Козлянського (нині Чернігівського) р-ну, українець, освіта початкова. Проживав у с. Слабин, одноосібник. Заарештований 06.03.1930 р. За постановою особливої наради при Колегії ГРУ УСРР від 28.04.1930 р. за ст.ст.7-54-10 КК УСРР висланий до Північного краю на 3 роки. Реабілітований 28.08.1989 р. (Держархів Чернігівської області, ф.Р-8840, оп.3, спр.10928) (РІ, кн.3, с.523). 
Дикун Павло Кіндратович, 1909 р.н., с. Слабин Чернігівського р-ну, українець, освіта середня. Проживав у с. Слабин, завідувач складу. Заарештований 18.08.1941 р. За вироком ВТ гарнізону м. Харків від 20.08.1941 р. за ст.54-10 ч.2 КК УРСР виправданий (ГДА СБ України, м. Чернігів. – Спр.5401-п) (РІ, кн.4, с.472). 
Заровний Микола Романович, 1908 р.н., с. Слабин Михайло-Коцюбинського (нині Чернігівського) р-ну, українець. Проживав за місцем дислокації взводу вогнеметників 273 сп, червоноармієць. Заарештований 13.07.1942 р. За вироком ВТ 104 сд від 03.08.1942 р. за ст.ст.58-2, 58-10 ч.2 КК РРФСР засуджений до позбавлення волі на 10 років. За ухвалою ВТ Карельського фронту від 26.03.1943 р. виконання вироку відстрочено до закінчення бойових дій. Загинув 15.01.1943 р. Реабілітований 30.05.1995 р. (ГДА СБ України, м. Чернігів. – Спр.16973-п) (РІ, кн.5, с.114). 
Коваль Ганна Дмитрівна, 1911 р.н., с. Слабин Чернігівського р-ну. Українка, освіта початкова. Проживала у м. Чернігів, чорноробоча. 03.06.1945 р. взята на підписку про невиїзд. За постановою особливої наради при МВД СРСР від 01.04.1946 р. як член сім’ї зрадника Батьківщини вислана до Північно-Казахстанської області Казахської РСР на 5 років. Реабілітована 28.02.1995 р. (Держархів Чернігівської області, ф.Р-8840, оп.3, спр.12300) (РІ, кн.5, с.357). 
Коваль Прокіп Прокопович, 1887 р.н., с. Слабин Чернігівського р-ну, українець, малописьменний. Проживав у с. Слабин, одноосібник. 25.05.1931 р. включений в загальну операцію по вилученню куркулів. Реабілітований 26.06.1997 р. (Держархів Чернігівської області, ф.Р-8840, оп.3, спр.2467) (РІ, кн.5, с.360). 
Коваль Самійло Михайлович, 1881 р.н., с. Слабин Чернігівського р-ну, українець, освіта початкова. Проживав у с. Слабин, одноосібник. 25.05.1931 р. включений в загальну операцію по вилученню куркулів. Реабілітований 26.06.1997 р. (Держархів Чернігівської області, ф.Р-8840, оп.3, спр.2467) (РІ, кн.5, с.360). 
Ковтун Іван Іванович, 1914 р.н., с. Слабин Михайло-Коцюбинського (нині Чернігівського) р-ну, українець, освіта початкова. Проживав за місцем дислокації лб 1 сд фінської народної армії, червоноармієць. Заарештований 08.02.1940 р. За вироком ВТ 1 ск фінської народної армії від 28.02.1940 р. за ст.58-10 КК РРФСР засуджений до позбавлення волі на 6 років. Реабілітований 18.08.1992 р. (ГДА СБ України, м. Чернігів. – Спр.15783-п) (РІ, кн.5, с.373).
Кураш Іван Михайлович, 1910 р.н., с. Слабин Чернігівського р-ну, українець, письменний. Проживав у с. Слабин, одноосібник. Заарештований 06.04.1931 р. за ст.54-10 КК УСРР. 25.05.1931 р. справу припинено (Держархів Чернігівської області, ф.Р-8840, оп.3, спр.2467) (РІ, кн.5, с.633).
Ланько Ничипір Михайлович, 1909 р.н., х. Мажугівка Михайло-Коцюбинського (нині Чернігівського) р-ну, українець, малописьменний. Проживав за місцем дислокації овб 21 А, червоноармієць. Заарештований 17.06.1942 р. За вироком ВТ 21 А від 10.07.1942 р. за ст.58-10 ч.2 КК РРФСР засуджений до позбавлення волі у ВТТ на 10 років. Покарання відбував у м. Кунцево Московської області. Загинув 06.07.1943 р. Реабілітований 09.07.1957 р. (ГДА СБ України, м. Чернігів. – Спр.5345-п) (РІ, кн.6, с.209). 
Лещенко Степан Степанович, 1911 р.н., с. Слабин Чернігівського р-ну. Українець, освіта початкова. Проживав у с. Слабин, одноосібник. Заарештований 17.02.1930 р. За постановою особливої наради при Колегії ГПУ УСРР від 28.04.1930 р. за ст.ст.7-54-10 КК УСРР ув’язнений до концтабору на 3 роки. За постановою особливої наради при Колегії ГПУ УСРР від 05.11.1932 р. після відбуття покарання позбавлений права проживання в 12 населених пунктах на 3 роки. Реабілітований 30.05.1990 р. (Держархів Чернігівської області, ф.Р-8840, оп.3, спр.11753) (РІ, кн.6, с.246). 
Михайлов Артем Михайлович, 1901 р.н., м. Київ, українець, освіта початкова. Проживав у с. Слабин Чернігівського р-ну, колгоспник. 17.06.1935 р. взятий на підписку про невиїзд. Заарештований 18.07.1935 р. За вироком спец колегії Чернігівського облсуду від 04.10.1935 р. за ст.54-10 ч.1 КК УСРР засуджений до позбавлення волі на 2 роки. Реабілітований 14.04.1992 р. (ГДА СБ України, м. Чернігів. – Спр.569-п) (РІ, кн.6, с.439). 
Мовчан Гнат Петрович, 1900 р.н., с. Слабин Михайло-Коцюбинського (нині Чернігівського) р-ну, українець, освіта початкова. Проживав у с. Слабин, колгоспник. Заарештований 19.03.1938 р. За постановою “трійки” при УНКВД по Чернігівській області від 25.04.1938 р. за проведення антирадянської агітації, скерованої на підрив колгоспного будівництва, застосована ВМП. Розстріляний 17.05.1938 р. у м. Чернігів. Реабілітований 31.08.1989 р. (Держархів Чернігівської області, ф.Р-8840, оп.3, спр.10301) (РІ, кн.6, с.460). 
Огняник Микола Пилипович, 1926 р.н., с. Слабин Михайло-Коцюбинського (нині Чернігівського) р-ну, українець, освіта початкова, із селян-бідняків. Проживав у с. Слабин. Заарештований 23.12.1943 р. за ст. 54-1 «а» КК УРСР. 30.06.1944 р. справу припинено. Реабілітований 25.12.1936 р. Чернігівською обласною прокуратурою. (Держархів Чернігівської області, ф. Р-8840, оп. 3, спр.813)
Пархоменко Гнат Петрович, 1888 р.н., с. Слабин Чернігівського р-ну, українець,освіта початкова, одноосібник. Проживав в с. Слабин. Заарештований 25.03.1921 р. як соціально-небезпечний елемент. За Постановою Колегії губЧК від 08.05.1921 року передбачена ВМП. Реабілітований 21.12.1994 р. Чернігівською обласною прокуратурою.
(Держархів Чернігівської області, ф. Р-8840 оп. 3, спр.12187)
Сахновський Семен Григорович, 1898 р.н., с. Слабин Чернігівського р-ну, українець, малописьменний, одноосібник. Проживав в с. Слабин. Заарештований 06.04.1931 р. за проведення антирадянської агітації. За постановою від 25.05.1931 р. включений в загальну операцію по вилученню куркулів. Реабілітований 26.06.1997 р. Чернігівською обласною прокуратурою. (Держархів Чернігівської області, ф. Р-8840 оп. 3, спр.2467
Сизий Андрій Петрович, 1923 р.н. с. Слабин Чернігівського р-ну, українець, із селян-середняків, освіта середня, курсант. Проживав за місцем навчання. Член ВЛКСМ. Заарештований 28.08.1942 року за ст. 58-10 ч.2 з санкції ст. 58-2 КК РРФСР. За вироком ВТ гарнізону м. Омськ 30.11.1942 року засуджений до позбавлення воло строком на 10 років. Реабілітований 17.12.1991 року Військовою прокуратурою Сибірського ВО.
(ГДА СБ України, м. Чернігів. – Спр.15610-п)
Сила Тимофій Григорович, 1888 р.н., с. Слабин Козлянського (нині Чернігівського) р-ну, українець, освіта початкова, одноосібник. Заарештований 06.03.1930 p. за ст.ст. 7-54-10 КК УСРР. Заарештований 05.10.1937 p. за проведення антирадянської агітації. За постановою особливої наради при Колегії ГПУ УСРР від 29.03.1930 р. висланий до Північного краю на 3 роки. За постановою «трійки» при УНКВД по Чернігівській обл. від 21.10.1937 р. застосована ВМП. Реабілітований 16.05.1989 р. Чернігівською обласною прокуратурою, 07.05.1966 р. Президією Чернігівського обласного суду. Помер 22.10.1937 р. у м. Чернігів. (Держархів Чернігівської області, ф. Р-8840, оп.3, спр. 5344, 7944).
Сила Петро Григорович, 1892 р.н., с. Слабин Козлянського (нині Чернігівського) р-ну, українець, із селян-куркулів, освіта початкова одноосібник. Заарештований 08.03.1930 p. за ст. 54-10 КК УСРР. За постановою особливої наради при Колегії ГПУ УСРР від 29.03.1930 р. висланий до Північного краю на 3 роки. Реабілітований 22.08.1989 р. Чернігівською обласною прокуратурою. (Держархів Чернігівської області, ф. Р-8840, оп.3, спр. 11450).
Сотник Михайло Григорович, 1891 р.н., с. Слабин Михайло-Коцюбинського (нині Чернігівського р-ну), українець, освіта початкова, із селян, одноосібник. Проживав у с. Слабин. Заарештований 28.07.12937 р. за проведення антирадянської агітації, скерованої на підрив заходів партії. За постановою «трійки» при УНКВД по Чернігівській обл. від 10.08.1937 р. застосована ВМП. Помер 16.08.1937 р. у м. Чернігів. Реабілітований 30.08.1989 р. Чернігівською обласною прокуратурою. (Держархів Чернігівської області, ф. Р-8840 оп. 3, спр. 11191).
Тимошко Андрій Федорович, 1880 р.н., с. Слабин Чернігівського р-ну, українець, малописьменний, одноосібник. Заарештований 28.11.1935 р. за ст. 54-10 КК УСРР. За вироком спецколегії Чернігівського облсуду від 03.01.1936 р. засуджений до позбавлення волі на 5 років. Реабілітований 09.07.1992 р.
Чирок Григорій Кузьмич, 1898 р.н., с. Слабин Козлянського повіту (нині Чернігівського р-ну), українець, із селян-куркулів, малописьменний, одноосібник. Заарештований 06.03.1930 p. за ст. 54-10 КК УСРР. За постановою особливої наради при Колегії ГПУ УСРР від 29.03.1930 р. висланий до Північного краю на 3 роки. Реабілітований 28.04.1989 р. Чернігівською обласною прокуратурою. (Держархів Чернігівської області, ф. Р-8840, оп.3, спр. 5328).
Щербина Дмитро Юхимович, 1881 р.н., с. Слабин Михайло-Коцюбинського (нині Чернігівського) р-ну, українець, із селян, малописьменний, без певних занять. Заарештований 05.10.1937 p. за проведення антирадянської агітації,  розповсюдження провокаційних чуток про війну. За постановою «трійки» при УНКВД по Чернігівській обл. від 21.10.1937 р. ув'язнений до ВТТ на 10 років. Реабілітований 24.05.1989 р. Чернігівською обласною прокуратурою. (Держархів Чернігівської області, ф. Р-8840, оп.3, спр. 1627)
Щербина Мусій Прохорович, 1902 р.н., с. Слабин Чернігівського р-ну, українець, малописьменний, одноосібник. Заарештований за ст. 54-10 КК УСРР. За постановою від 25.05.1931 р. включений в загальну операцію по вилученню куркулів. Реабілітований 26.06.1997 р. Чернігівською обласною прокуратурою. (Держархів Чернігівської області, ф. Р-8840, оп.3, спр. 2467).

### Новітня історія
В Слабині працює навчальний заклад Слабинська гімназія.
У 2017 році слабинська школа відсвяткувала 140-ка річчя. Про це святкування Чернігівське обласне телебачення зробило сюжет в програмі «На сільських переХрестях» 8 червня 2017 року. Станом на 2016 рік у школі навчалося 43 учні.
У селі працює ПП «Слабинське», яке займається сільським господарством.

## Населення

### Мова
Розподіл населення за рідною мовою за даними перепису 2001 року:
| Мова       | Кількість | Відсоток |
| ---------- | --------- | -------- |
| українська | 696       | 95.87%   |
| російська  | 28        | 3.86%    |
| білоруська | 2         | 0.27%    |
| Усього     | 726       | 100%     |

## Постаті
В Слабині похований Нагорний Сергій Михайлович (1991-2014) — старший сержант Збройних сил України, учасник російсько-української війни.

## Галерея

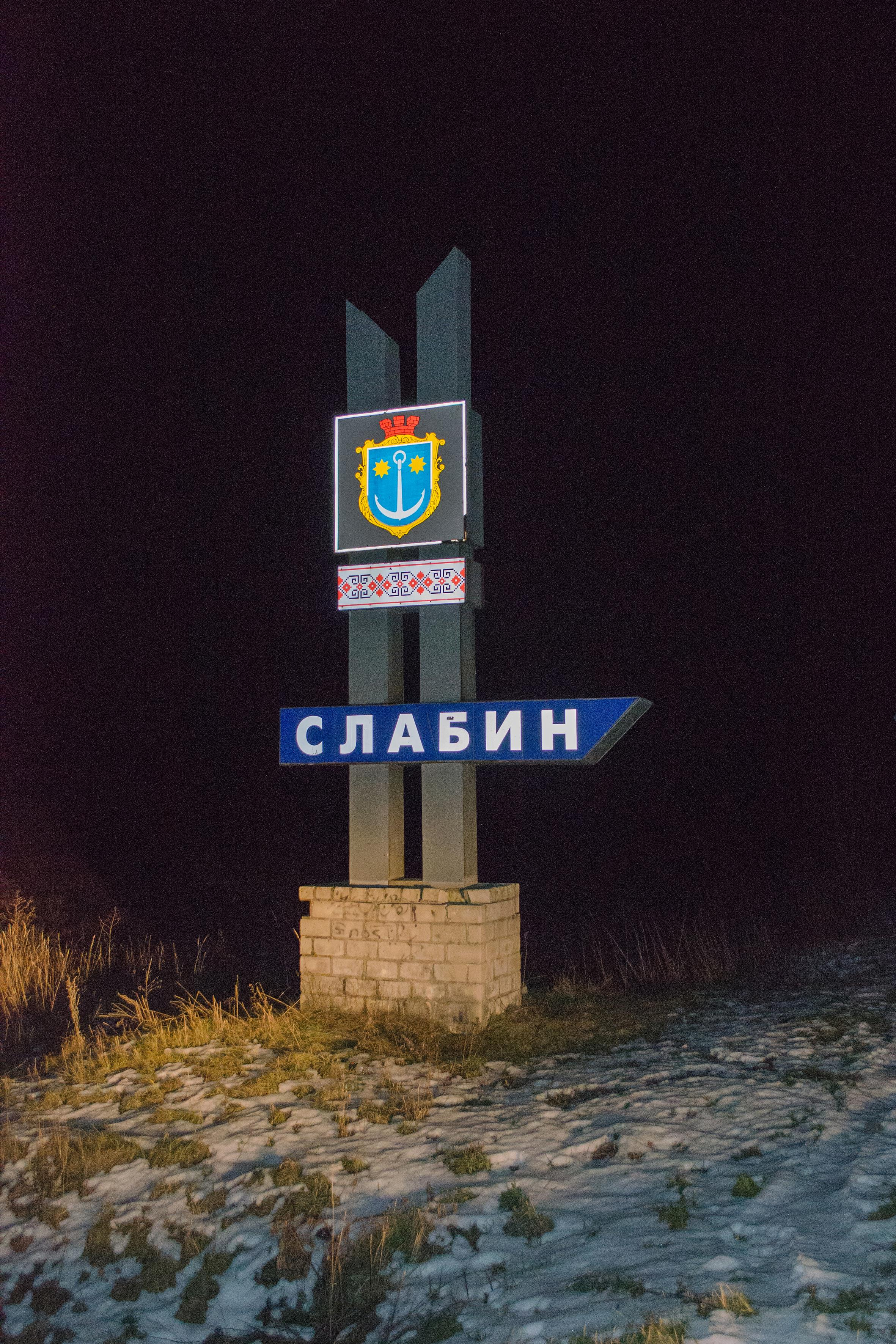
В'їзд у село
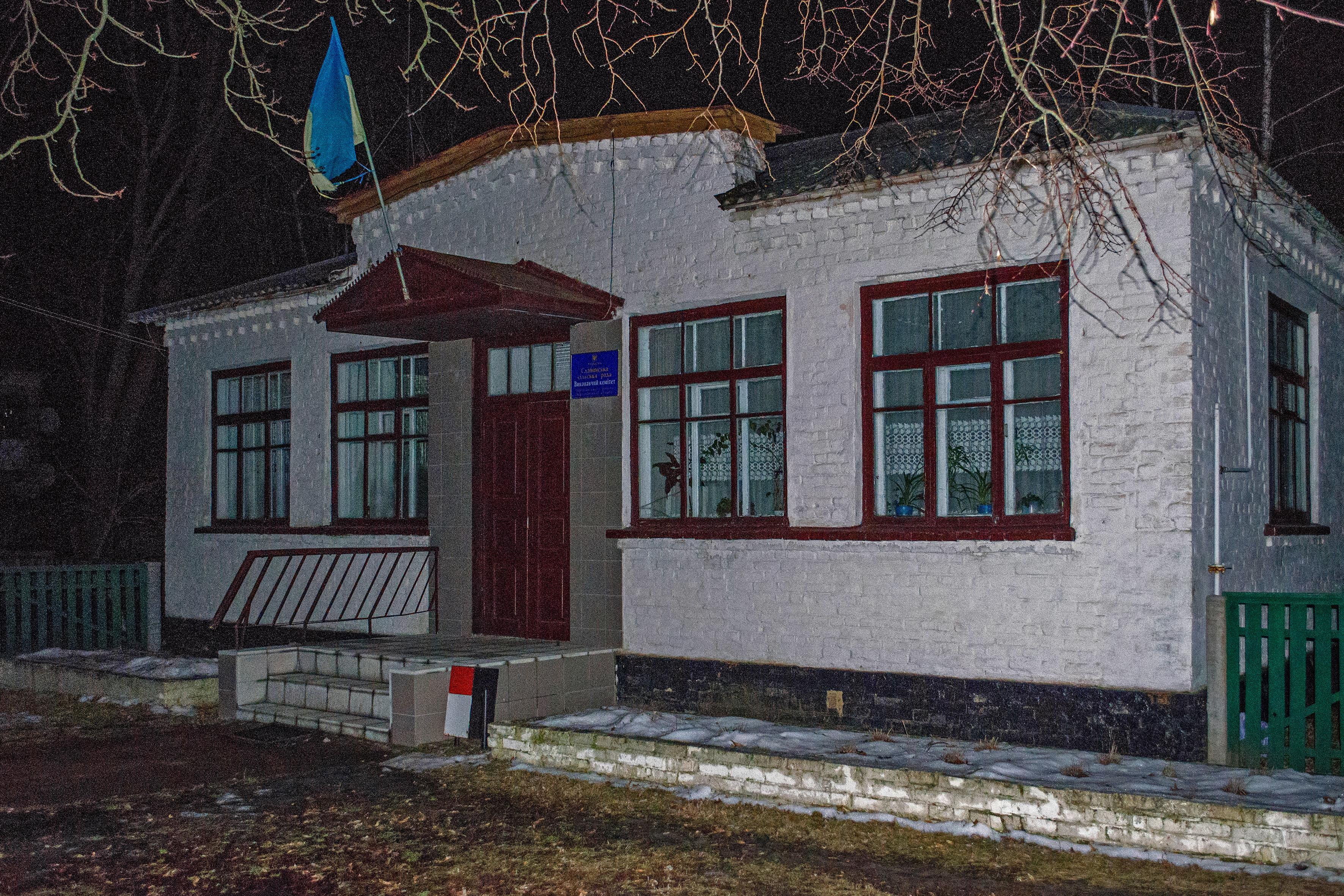
Сільська рада
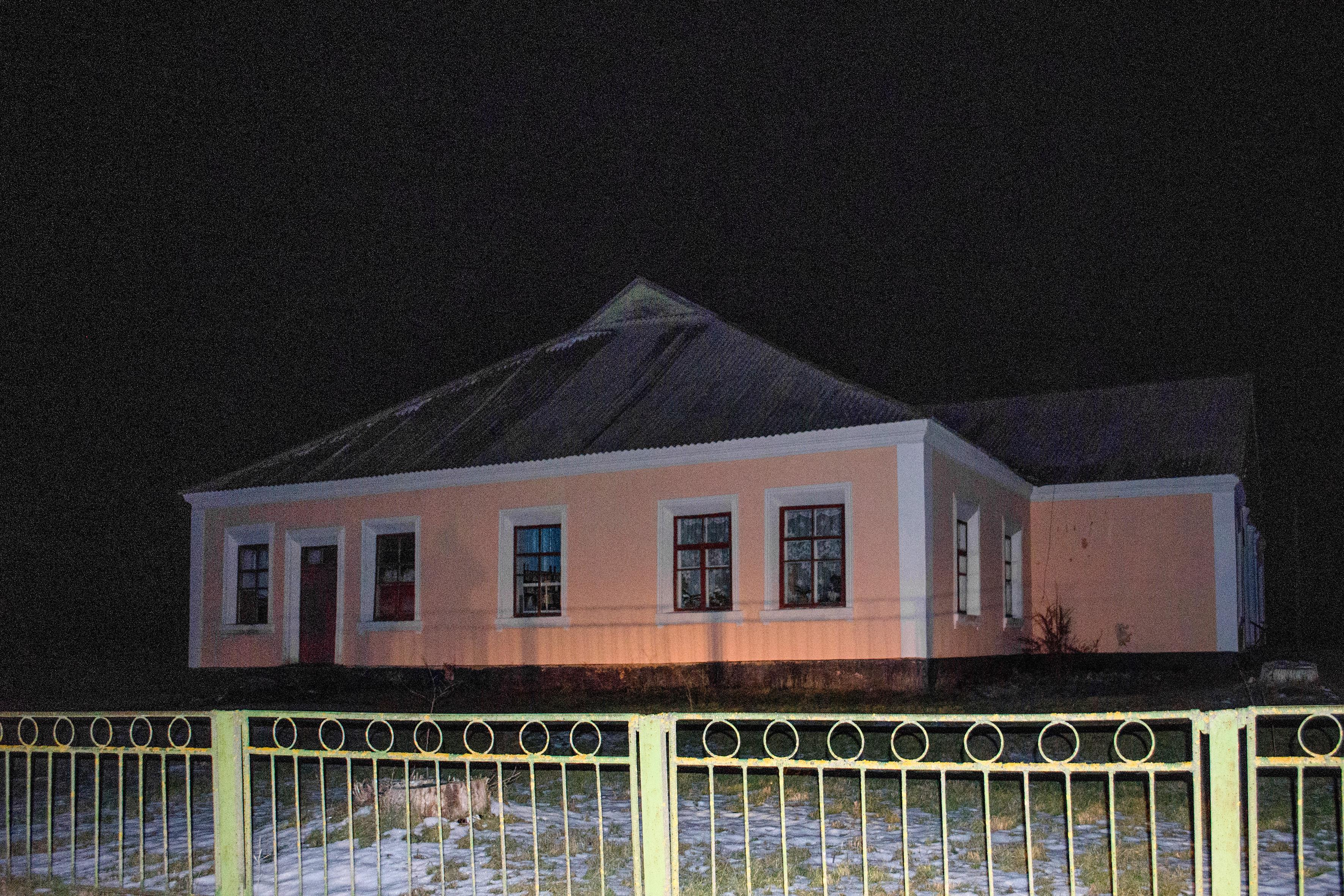
Клуб
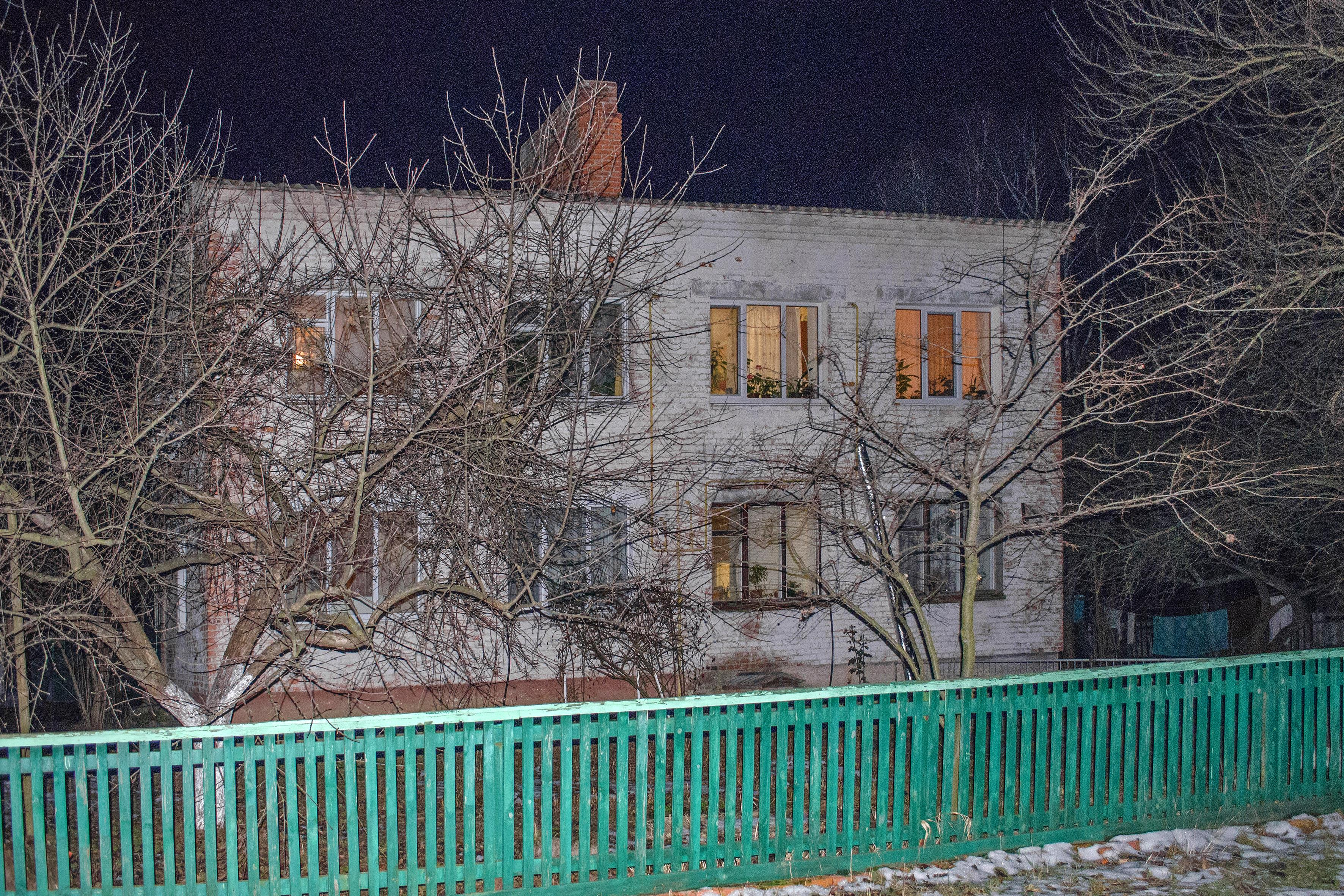
Двоповерховий будинок
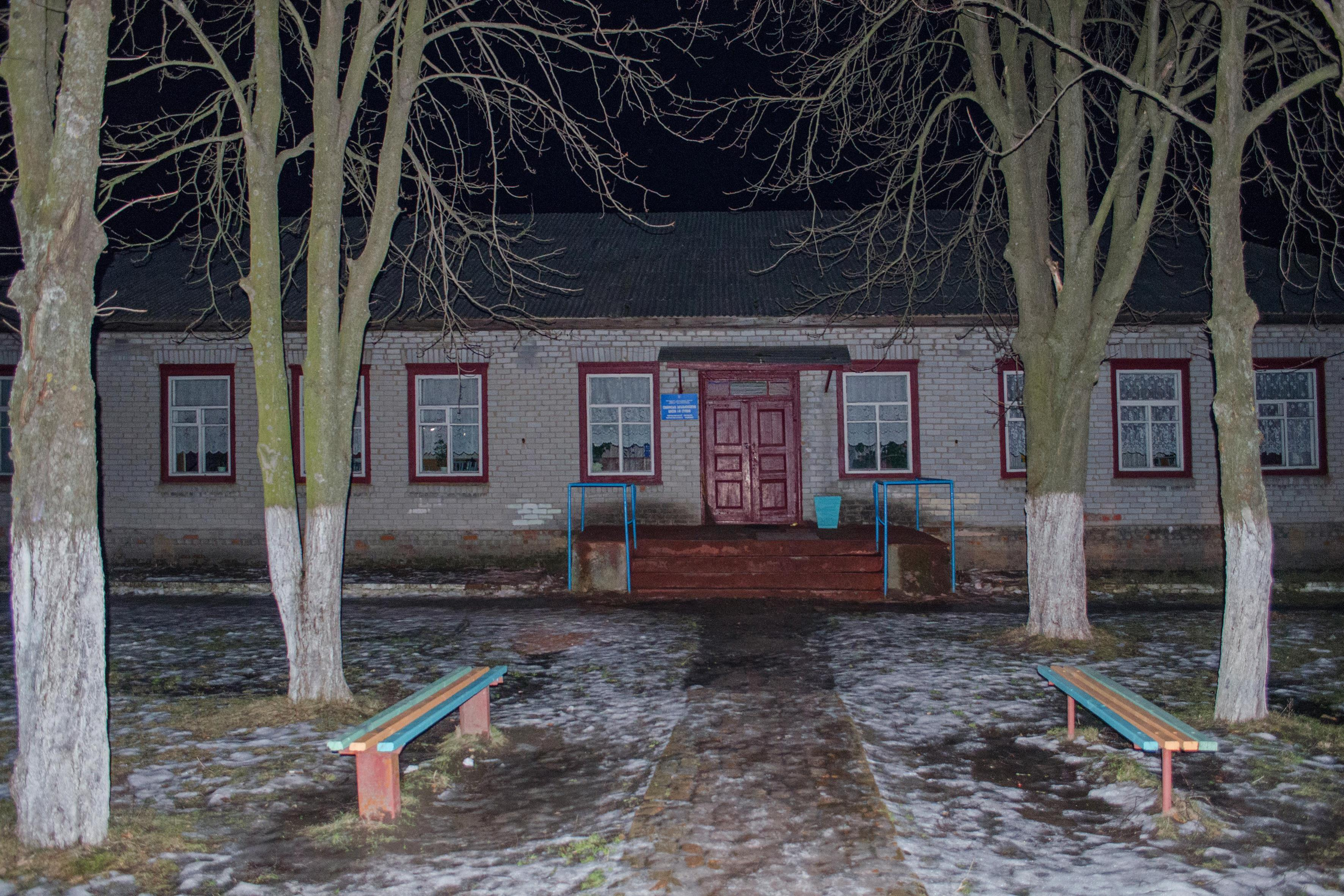
Школа
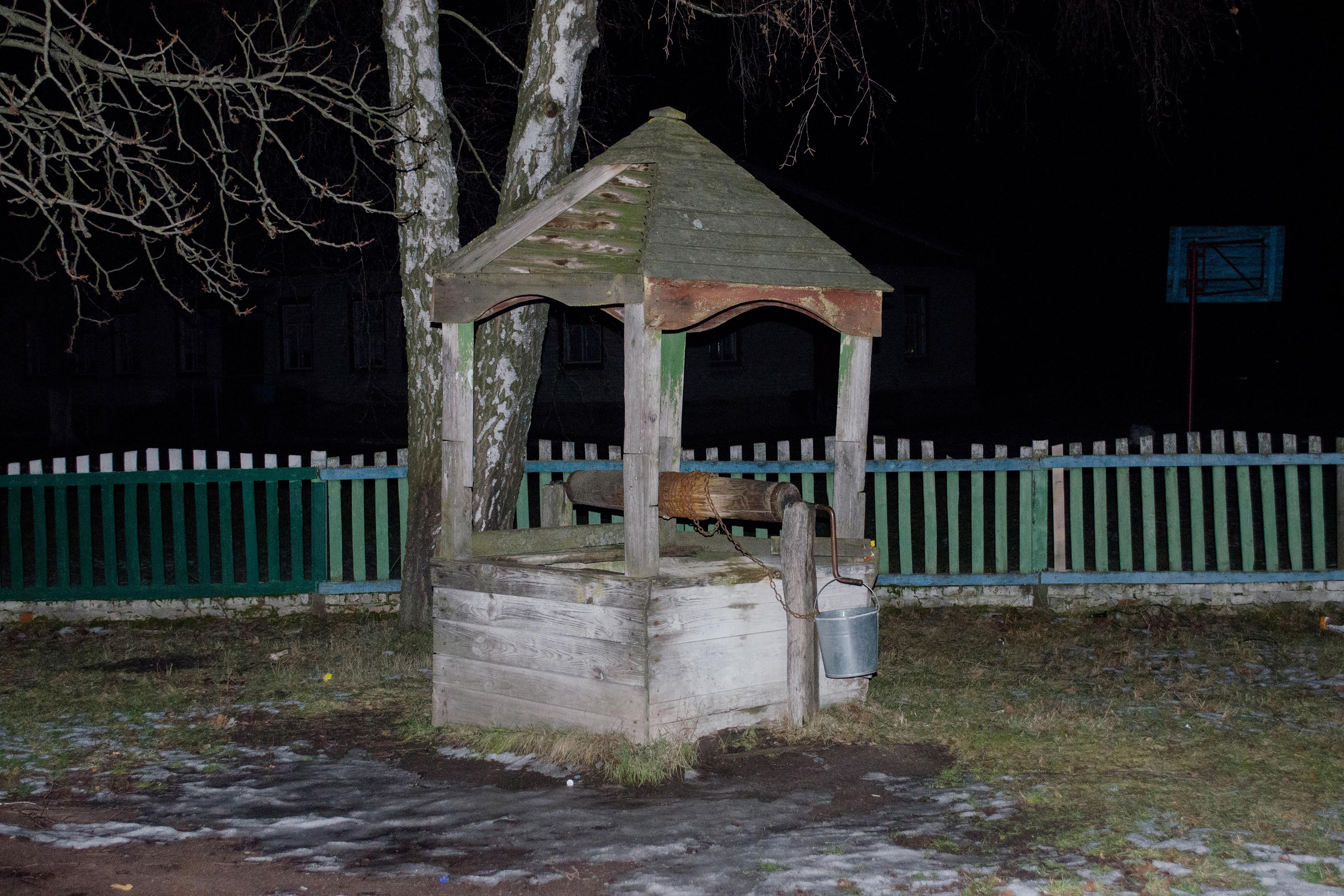
Колодязь